# Agee
Pour plus de détails, voir Fiche technique et Distribution.
Agee est un film américain réalisé par Ross Spears, sorti en 1979.

## Synopsis
Ce documentaire s'intéresse à l'écrivain James Agee.

## Fiche technique
- Titre : Agee
- Réalisation : Ross Spears
- Scénario : Ross Spears
- Musique : Kenton Coe
- Photographie : Anthony Forma
- Montage :
- Production : Ross Spears
- Société de production : James Agee Film Project
- Pays :  États-Unis
- Genre : Documentaire
- Durée : 98 minutes
- Dates de sortie : 
  -  États-Unis : 5 octobre 1979 (Knoxville, Tennessee)

## Distinctions
Le film a été nommé à l'Oscar du meilleur film documentaire.